# Liste der Monuments historiques in Bouilly (Marne)
Die Liste der Monuments historiques in Bouilly führt die Monuments historiques in der französischen Gemeinde Bouilly auf.

## Liste der Objekte
| Bezeichnung                         | Beschreibung             | Standort                     | Kennzeichnung | Schutzstatus | Datum | Bild |
| ----------------------------------- | ------------------------ | ---------------------------- | ------------- | ------------ | ----- | ---- |
| Taufbecken                          | Stein, bezeichnet 1550   | in der Kirche St-Remi (Lage) | PM51000101    | Classé       | 1980  |      |
| Skulptur Heiliger Nikolaus          | Stein, 17. Jahrhundert   | in der Kirche St-Remi (Lage) | PM51000099    | Classé       | 1944  |      |
| Skulptur Madonna mit Kind und Vogel | Stein, 14. Jahrhundert   | in der Kirche St-Remi (Lage) | PM51000100    | Classé       | 1944  |      |
| Skulptur eines Fisches              | Keramik, 20. Jahrhundert | in der Kirche St-Remi (Lage) | PM51002962    | Inscrit      | 1990  |      |
| Kruzifix                            | Holz, 18. Jahrhundert    | in der Kirche St-Remi (Lage) | PM51001852    | Inscrit      | 1980  |      |
| Skulptur eines heiligen Bischofs    | Holz, 18. Jahrhundert    | in der Kirche St-Remi (Lage) | PM51001853    | Inscrit      | 1980  |      |